# Суундук
Суунду́к (устар. Суындык) — река в Оренбургской области России.

## География
Берёт начало на Урало-Тобольском водоразделе. Впадает в Ириклинское водохранилище, до его затопления впадал непосредственно в Урал слева на 1828 км от устья, в этот период длина реки составляла 174 км, а площадь водосборного бассейна была 6430 км².
Режим реки изучается Приволжским УГМС у пос. Майский. Река используется местным населением для хозяйственно-бытовых нужд.

## Притоки
Объекты перечислены по порядку от устья к истоку.
- 15 км: Караганка
- 23 км: Базарбай
- 36 км: Жуса
- 49 км: Желдыбай
- 55 км: Жаман-Акжар
- 68 км: Якши-Акжар
- 73 км: Урус-Кискен
- 89 км: Крыкла
- 91 км: Каинда
- 100 км: Айдырля
- 112 км: Каменка
- 121 км: Байтук
- 128 км: Карабутак
- 129 км: Солончанка
- 141 км: Безымянка

## Происхождение названия
В основе названия лежит либо тюркское родо-племенное название (этноним) суюндук (у башкир), суиндик (у казахов), либо мужское личное имя Суюндук (у башкир), Сюендек (у татар).

## Данные водного реестра
По данным государственного водного реестра России относится к Уральскому бассейновому округу, водохозяйственный участок реки — Урал от Магнитогорского гидроузла до Ириклинского гидроузла. Речной бассейн реки — Урал (российская часть бассейна).
Код объекта в государственном водном реестре — 12010000312112200002486.